# Changing Rooms - Camera a sorpresa
Changing Rooms è un reality italiano, la cui prima serie andò in onda come Changing Rooms - Camera a sorpresa su Canale 5 per 5 puntate, dal 28 febbraio al 27 marzo 2004, ogni sabato pomeriggio alle 16, per la durata di circa 25 minuti, con la conduzione di Gaia De Laurentiis, mentre la seconda serie è stata trasmessa per 8 puntate su Real Time da dicembre 2014, condotta da Paola Marella.
Il programma è l'adattamento italiano di un format inglese prodotto dalla Endemol nel 1996 su BBC.

## Il programma
Il programma prevede, in ogni puntata, che due coppie di amici si scambino le proprie abitazioni per due giorni e, in questo lasso di tempo, hanno il compito di ristrutturare e cambiare totalmente l'arredamento di una camera a loro piacimento, avendo a disposizione un budget di 800 euro a testa e l'aiuto degli interior designer Cristina Bianchi e Massimo Zucca e del falegname Calogero Guicciardino.
Durante le 48 ore, la conduttrice illustra i progetti e le tecniche usate per la realizzazione degli stessi, evidenziando anche i gusti dei protagonisti, mentre particolare attenzione è data alla sorpresa dei padroni di casa che, rientrando in possesso della loro abitazione, scoprono la nuova versione della stanza prescelta.

## Messa in onda
Il programma è andato in onda su Canale 5 nel 2004. La regia era affidata a Lele Biscussi, mentre gli autori erano Francesco Foppoli e Olimpia De Romanis.
La seconda serie, in onda da dicembre 2014, presenta alcune varianti: diventa una sfida tra le coppie, e il budget sale a 1000 euro.